# Jesper Mattsson
För fotbollsspelaren, se Jesper Mattsson (fotbollsspelare).
Jesper Mattson, född 13 maj 1975 i Malmö, är en före detta svensk professionell ishockeyspelare och tränare.

## Spelarkarriär
Mattson, som är uppvuxen i Staffanstorp, inledde sin professionella ishockeykarriär i Malmö Redhawks. Han ansågs vara en av Sveriges största talanger som junior och draftades som 18:e spelaren totalt av Calgary Flames i första rundan 1993. Inför säsongen 1995/96 åkte han över till Nordamerika för att försöka slå sig in NHL- laget Calgary Flames, vilket han inte lyckades med, varför han istället spelade för dess farmarlag Saint John Flames i AHL under fyra säsonger. Han återvände till Malmö under säsongen 1997/98. Sommaren 2004 skrev Mattson under ett treårskontrakt med Färjestads BK, för vilka han representerade sju säsonger och vann sammanlagt två SM- guld.
Inför säsongen 2007-2008 bytte han från en forwardposition till backplats i Färjestad efter att ha spelat forward hela sin karriär , men valde redan en säsong senare att återgå till sin ursprungliga position.
Inför säsongen 2010/2011 värvades han till Malmö Redhawks i Hockeyallsvenskan. Mitt under pågående säsong gick han över till Frölunda HC. Påföljande säsong återvände han till Malmö med vilka han avslutade sin aktiva ishockeykarriär.
Han har representerat det svenska ishockeylandslaget vid ett flertal tillfällen, varav vid ishockey-VM i Lettland 2006 då Sverige vann VM-guld.
Mattsson meddelade den 28 mars 2012 att ishockeykarriären är över, hans sista klubblag var Malmö Redhawks.

## Meriter
- Junior 18 EM-silver 1992
- Junior 18 EM-guld 1993
- Junior 20 VM-brons 1995
- SM-guld 1992, 1994, 2006, 2009
- VM-brons 1999
- VM-guld 2006